# 米歇尔·普吕多姆
米歇尔·普荷美（1959年1月24日—），出生于瑟兰，比利时足球运动员、教练员，司职守门员，1994年世界杯中以最佳守门员身份获得雅辛奖。
普荷美在运动员生涯中曾效力于標準列治、梅赫倫和本菲卡，是当时世界上最优秀的守门员之一。
1999年，普吕多姆退役。2006年8月，普荷美开始担任标准列日主教练。